# Championnats d'Europe de karaté 2003
Les championnats d'Europe de karaté 2003 ont eu lieu du 9 au 11 mai 2003 à Brême, en Allemagne. Il s'agissait de la 38e édition des championnats d'Europe de karaté senior.

## Résultats

### Épreuves individuelles

#### Kata
| Rang | Pays    | Karatéka            |
| ---- | ------- | ------------------- |
| 1    | Italie  | Luca Valdesi        |
| 2    | Espagne | J. Hernandez Alonso |
| 3    | France  | Joël Carpin         |
| 3    | Croatie | Kristian Novak      |

| Rang | Pays      | Karatéka                      |
| ---- | --------- | ----------------------------- |
| 1    | Espagne   | Miriam Cogolludo de las Heras |
| 2    | France    | Sabrina Buil                  |
| 3    | Allemagne | M. Niino                      |
| 3    | Slovaquie | M. Remiasova                  |

#### Kumite

##### Kumitemasculin
| Rang | Pays    | Karatéka            |
| ---- | ------- | ------------------- |
| 1    | France  | Davy Dona           |
| 2    | Espagne | Davíd Luque Camacho |
| 3    | France  | Cécil Boulesnane    |
| 3    | Italie  | Francesco Ortu      |

| Rang | Pays      | Karatéka                |
| ---- | --------- | ----------------------- |
| 1    | France    | Alexandre Biamonti      |
| 2    | Grèce     | Dimítrios Triantafýllis |
| 3    | France    | M. Alloune              |
| 3    | Allemagne | C. Gruener              |

| Rang | Pays     | Karatéka              |
| ---- | -------- | --------------------- |
| 1    | Espagne  | Oscar Vázquez Martins |
| 2    | Belgique | Diego Vandeschrick    |
| 3    | Croatie  | G. Lefevre            |
| 3    | France   | R. Bel Lahsen         |

| Rang | Pays      | Karatéka          |
| ---- | --------- | ----------------- |
| 1    | Espagne   | Iván Leal Reglero |
| 2    | Italie    | Salvatore Loria   |
| 3    | Slovaquie | Klaudio Farmadin  |
| 3    | Russie    | S. Valkonine      |

| Rang | Pays     | Karatéka         |
| ---- | -------- | ---------------- |
| 1    | Serbie   | M. Zivkovic      |
| 2    | Turquie  | Zeynel Celik     |
| 3    | Espagne  | O. Martinez      |
| 3    | Pays-Bas | Daniël Sabanovic |

| Rang | Pays    | Karatéka      |
| ---- | ------- | ------------- |
| 1    | France  | Seydina Balde |
| 2    | France  | Y. Hamour     |
| 3    | Albanie | Afrim Latifi  |
| 3    | Russie  | A. Potapov    |

| Rang | Pays      | Karatéka        |
| ---- | --------- | --------------- |
| 1    | Albanie   | Afrim Latifi    |
| 2    | France    | Olivier Beaudry |
| 3    | Croatie   | G. Lefevre      |
| 3    | Allemagne | A. Thedinga     |

##### Kumiteféminin
| Rang | Pays               | Karatéka         |
| ---- | ------------------ | ---------------- |
| 1    | Turquie            | Gülderen Celik   |
| 2    | Bosnie-Herzégovine | L. Ferhatbegovic |
| 3    | Allemagne          | Kora Knühmann    |
| 3    | Croatie            | J. Kovacevik     |

| Rang | Pays      | Karatéka            |
| ---- | --------- | ------------------- |
| 1    | Allemagne | Alexandra Witteborn |
| 2    | Croatie   | Petra Naranđa       |
| 3    | Italie    | Chiara Stella Bux   |
| 3    | Slovaquie | Eva Medveďová       |

| Rang | Pays       | Karatéka         |
| ---- | ---------- | ---------------- |
| 1    | Turquie    | Yıldız Aras      |
| 2    | France     | Nelly Moussaïd   |
| 3    | France     | Laurence Fischer |
| 3    | Luxembourg | Tessy Scholtes   |

| Rang | Pays      | Karatéka                  |
| ---- | --------- | ------------------------- |
| 1    | Espagne   | Gloria Casanova Rodriguez |
| 2    | Allemagne | Nadine Ziemer             |
| 3    | Turquie   | Yıldız Aras               |
| 3    | Italie    | Roberta Minet             |

### Épreuves par équipes

#### Kata
| Rang | Pays     | Karatékas               |
| ---- | -------- | ----------------------- |
| 1    | Italie   | Luca Valdesi, notamment |
| 2    | Espagne  |                         |
| 3    | Autriche |                         |
| 3    | France   |                         |

| Rang | Pays     |
| ---- | -------- |
| 1    | France   |
| 2    | Espagne  |
| 3    | Autriche |
| 3    | Croatie  |

#### Kumite
| Rang | Pays               | Karatékas                     |
| ---- | ------------------ | ----------------------------- |
| 1    | Espagne            | Davíd Santana Vega, notamment |
| 2    | Angleterre         |                               |
| 3    | Bosnie-Herzégovine |                               |
| 3    | Croatie            |                               |

| Rang | Pays       |
| ---- | ---------- |
| 1    | Allemagne  |
| 2    | Serbie     |
| 3    | Angleterre |
| 3    | Espagne    |